# Jinder Mahal
Pour les articles homonymes, voir Mahal (homonymie).
Yuvraj Singh Dhesi, (en Hindi : युवराज सिंह ढेसी, et Pendjabi : ਯੁਵਰਾਜ ਸਿੰਘ ਢੇਸੀ) (né le 19 juillet 1986 à Calgary (Alberta))  est un catcheur (lutteur professionnel) canadien d'origine indienne. Il est connu pour son travail à la World Wrestling Entertainment sous le nom de Jinder Mahal.
Neveu du catcheur Gama Singh (en), il s'entraîne auprès de ce dernier ainsi qu'auprès de Bad News Brown. Il commence sa carrière au Canada et lutte principalement à la Stampede Wrestling. En 2009, Dhesi signe un contrat avec la World Wrestling Entertainment. Il s'y fait connaitre comme étant un des alliés du Great Khali avant de devenir son rival. Il est ensuite un des membres des 3MB avec Drew McIntyre et Heath Slater avant d'être renvoyé en juin 2014.
Après un passage sur le circuit indépendant nord-américain, il retourne à la World Wrestling Entertainment durant l'été 2016, et, à Backlash en 2017, il gagne son premier titre à la WWE face à Randy Orton, le Championnat de la WWE. Il est le premier catcheur d'origine indienne à décrocher ce titre. Le 8 avril 2018 à Wrestlemania 34, il remporte son premier Championnat des États-Unis de la WWE contre Randy Orton, Rusev et Bobby Roode.
Il remporta également à deux reprises le titre 24/7 de la WWE, devenant le premier ancien champion du monde à avoir remporté ce titre (principalement disputé parmi les jobbers).

## Jeunesse
Dhesi a deux frères et sœurs, il est le neveu de Gadowar Singh Sahota, un catcheur indien célèbre au Canada et au Japon sous le nom de Gama Singh (en),. Après le lycée, il étudie à l'université de Calgary et y obtient un diplôme en commerce.

## Carrière

### Circuit indépendant (2004-2009)
Dhesi s'entraîne auprès de son oncle, de Bad News Brown et de Rick Bognar. Il commence sa carrière à la Stampede Wrestling sous le nom de Tiger Raj Singh le 27 décembre 2004. Ce jour-là, il fait équipe avec son cousin Gama Sing, Jr. et perdent face à Harry Smith et TJ Wilson. Tout en commençant sa carrière, il poursuit ses études à l'université de Calgary. Ils remportent le champion international par équipe de la Stampede le 4 mars 2005 après leur victoire sur Duke Durrango et Karnage dans un match au meilleur des trois tombés. Ils gardent ce titre jusqu'au 28 octobre où ils perdent face à Pete Wilson et Randy Myers. C'est face à ces derniers qu'ils récupèrent ce titre le 16 décembre.
Leur second et dernier règne de champion international par équipes de la Stampede prend fin le 30 juin 2006.
Il est présent avec Gama Sing, Jr. le 25 mai 2007 à Wrestling Supershow Bad News Allen Tribute Show, un spectacle en hommage à Bad News Allen qui vient de mourir. Ils participent à un match opposant trois équipes comprenant Dusty Adonis et Michael Avery remporté par Marky Mark et Phoenix Taylor. Le 20 octobre, ils battent Red Thunder et White Lightning pour devenir champion par équipe du Canada de la Prairie Wrestling Alliance (PWA). Ils gardent les titres jusqu'au 20 juin 2008 où ils perdent face à Chris Steele et The Highlander.

### Florida Championship Wrestling (2010-2011)

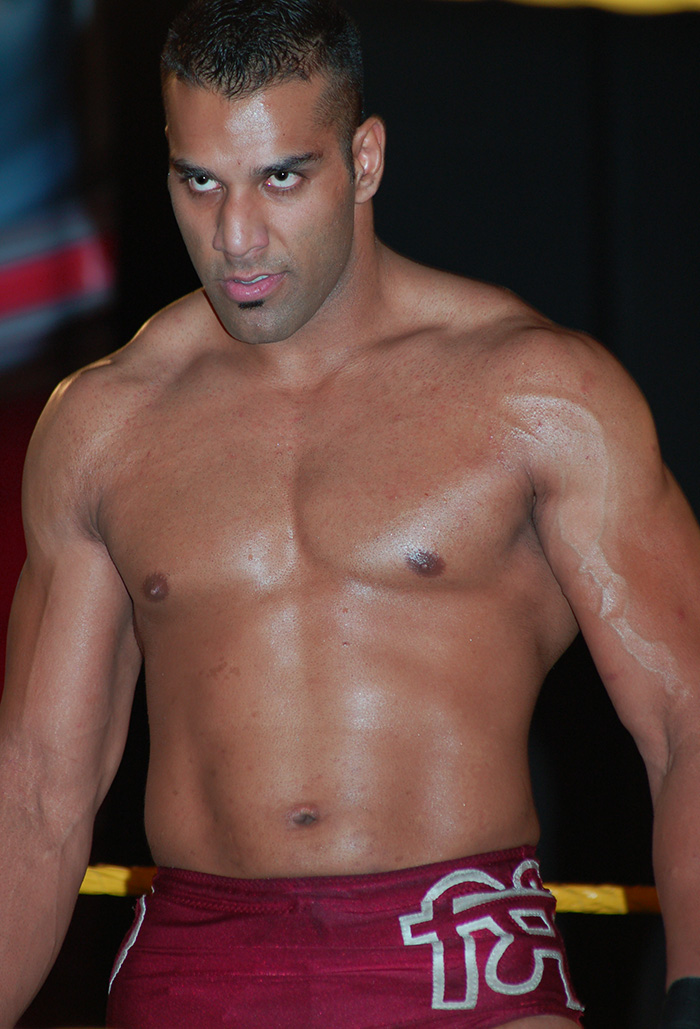
Jinder Mahal à la FCW.

En décembre 2009, Dhesi fait un essai avec la World Wrestling Entertainment (WWE) qui l'engage fin février 2010. Il rejoint la Florida Championship Wrestling (FCW), le club-école de la WWE. Pour son premier combat dans cette fédération le 18 juillet, il fait équipe avec Rhys Ali et perdent un match à handicap face à Kaval. Il reste dans cette fédération jusqu'en mai 2011.

#### Débuts et alliance avec The Great Khali (2011)
Mahal apparait la première fois à SmackDown le 6 mai 2011 où il parle au Great Khali en punjabi. La semaine suivante, Mahal intervient alors que Ranjin Singh demande à Khali de porter un stetson et d'embrasser une femme puis gifle le géant indien. Au fil des semaines, Mahal continue à motiver Khali en le giflant et cela aboutit au départ de Ranjin Singh, le manager et traducteur de Khali, le 27 mai,. Le 3 juin à SmackDown lors de son premier match télévisé, il bat Yoshi Tatsu.
Le 5 septembre à RAW, il subit sa première défaite lorsque lui et le Great Khali perdent contre les WWE Tag Team Champions Kofi Kingston et Evan Bourne. Son alliance avec Khali prend fin après ce match. Le 23 septembre à SmackDown, il perd contre Khali, souffrant ainsi de sa première défaite en match simple.

#### Carrière en solo (2011-2012)

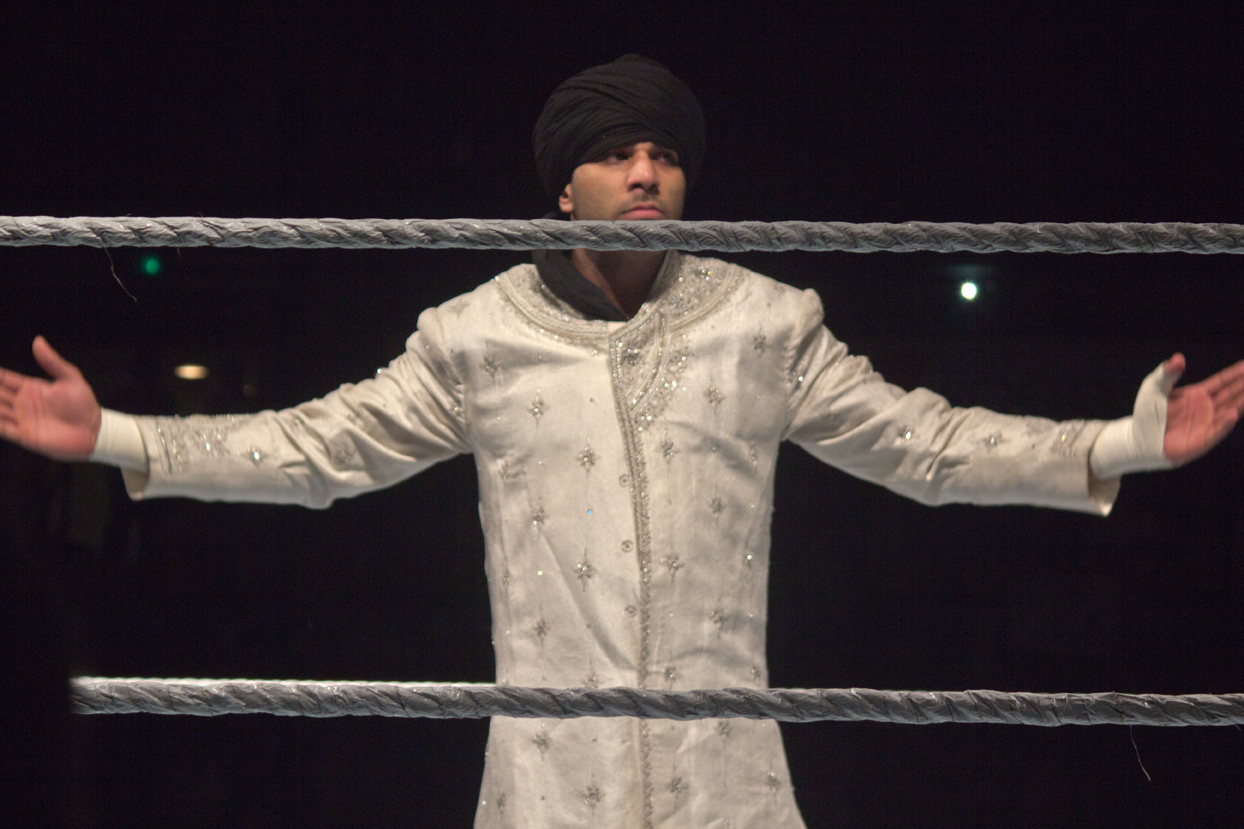
Jinder Mahal en janvier 2012.

Le 14 octobre à SmackDown, il participe à la plus grande bataille royale de toute l'histoire à 41 superstars où il termine dans les trois derniers avant d'être éliminé par Randy Orton.
Début 2012, il participe sans succès au Royal Rumble match lors du Royal Rumble.
Il lutte ensuite du côté de Superstars et de NXT, où il parvient à se hisser en finale d'un tournoi couronnant le tout premier Champion de la NXT. En finale, le 29 août, il perd contre Seth Rollins et ne devient pas le premier Champion de la NXT.
Lors du Pré-Show de Night of Champions, il participe à une Bataille royale pour déterminer le challenger no 1 au Championnat des États-Unis, mais il se fait éliminer par Brodus Clay.

#### 3MB et départ (2012-2014)

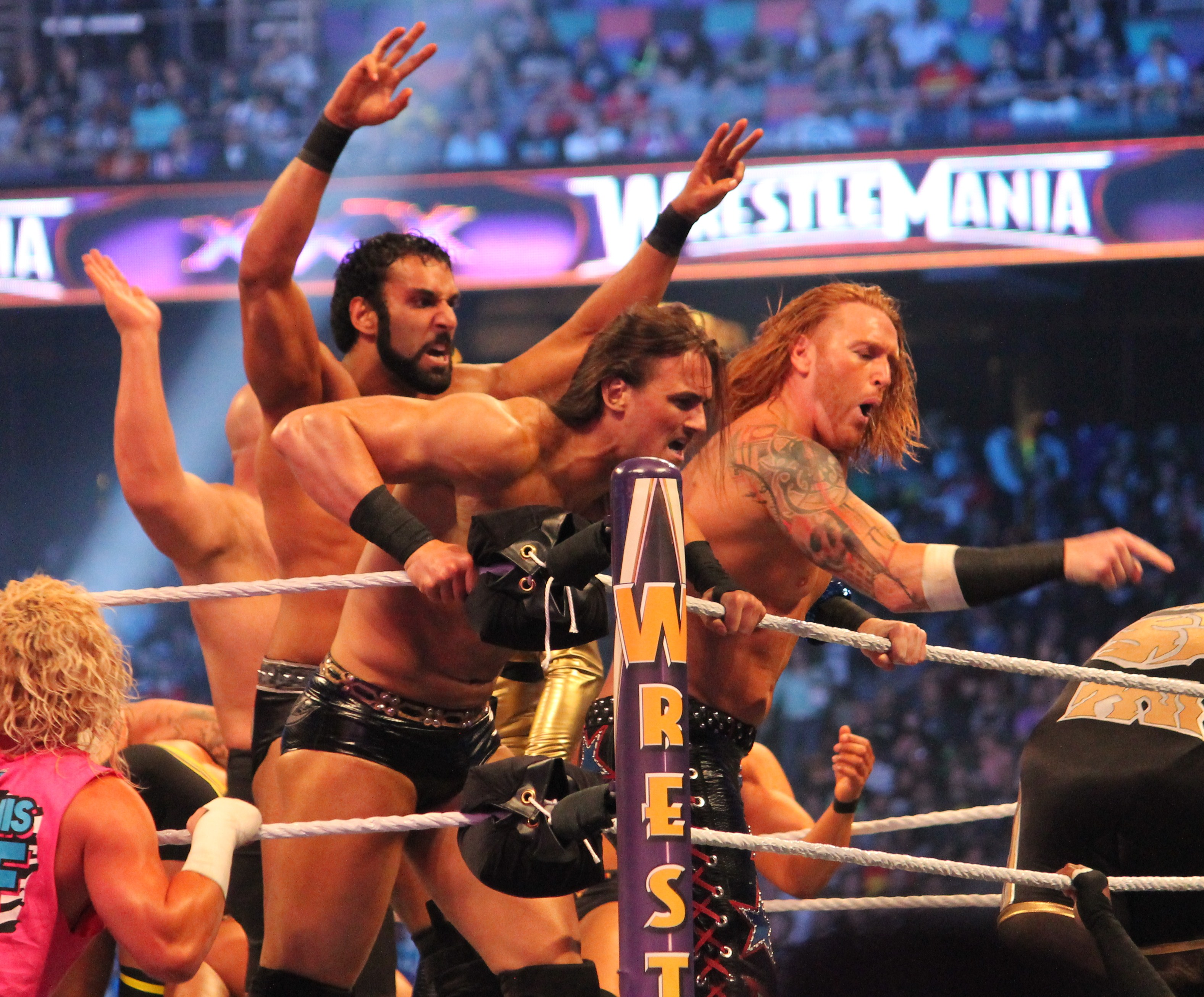
Jinder Mahal avec les 3MB.

Lors du Smackdown du 21 septembre, lui, ainsi que Drew McIntyre et Heath Slater attaquent Brodus Clay à la fin de son match contre Heath Slater, match qu'il avait remporté. Leur alliance a ensuite été nommé 3MB. Lors du Pré-Show des Survivor Series, lui et Heath Slater battent Santino Marella et Zack Ryder. Lors du Saturday Morning Slam du 24 novembre, ils battent The Usos. Lors de TLC, il perd avec Heath Slater et Drew McIntyre contre Alberto Del Rio, Brooklyn Brawler et The Miz.
Durant les années 2013 et 2014, Mahal est impliqué dans diverses rivalités avec les 3MB, où ils perdent la quasi-totalité de leur combat, et ce, jusqu'à son renvoi de la fédération  
en juin 2014.

### Circuit Indépendant (2014-2016)
Le 3 janvier 2015, il perd contre Ray González dans un Indian Strap Match.
Il participe ensuite au QPW Souq Waqif Title Tournament de la Qatar Pro Wrestling où il bat successivement Brodus Clay et Omen mais son match contre Bobby Lashley se termine en Double Count Out et les deux catcheurs se retrouve éliminé du tournoi. Le 14 avril, lui et Chris Masters perdent contre Brodus Clay et Carlito. Lors de AML Live To Win 2015, il perd contre Damien Wayne dans un Falls Count Anywhere No Disqualification Match. Lors de LSCW Bustin For Autism, il perd contre Colt Cabana. Lors de WrestleCade 2015, il perd une Bataille royale au profit de Ethan Carter III et ne devient pas challenger n°1 pour le AML Championship.
Le 23 juin 2016, il participe au Campeonato Mundial Elite 2016 pour déterminer le premier Elite World Champion de la Lucha Libre Elite mais est éliminé du tournoi à la suite de sa défaite contre Michael Elgin.

### Inoki Genome Federation (2015–2016)
Il fait ses débuts à la IGF le 5 octobre en perdant contre Wang Bin. Il participe ensuite au GENOME-1 2015 Nagoya Tournament, il perd contre Daichi Hashimoto lors du premier tour et est éliminé du tournoi.

### Retour à la World Wrestling Entertainment (2016-2024)

#### Rawet diverses rivalités (2016-2017)
Fin juillet 2016, la World Wrestling Entertainment (WWE) entre en contact avec Dhesi pour le faire revenir. Il fait sa première apparition télévisé à la WWE depuis son renvoi le 1er août à RAW. Mahal combat ensuite contre divers adversaires de la division.
Le 5 mars 2017 lors de Fastlane, il perd contre Cesaro.
Lors de WrestleMania 33, il est le dernier éliminé de la André The Giant Memorial Battle Royal par Mojo Rawley à la suite de l'intervention de Rob Gronkowski.

#### Draft àSmackDown Liveet champion de la WWE (2017-2018)

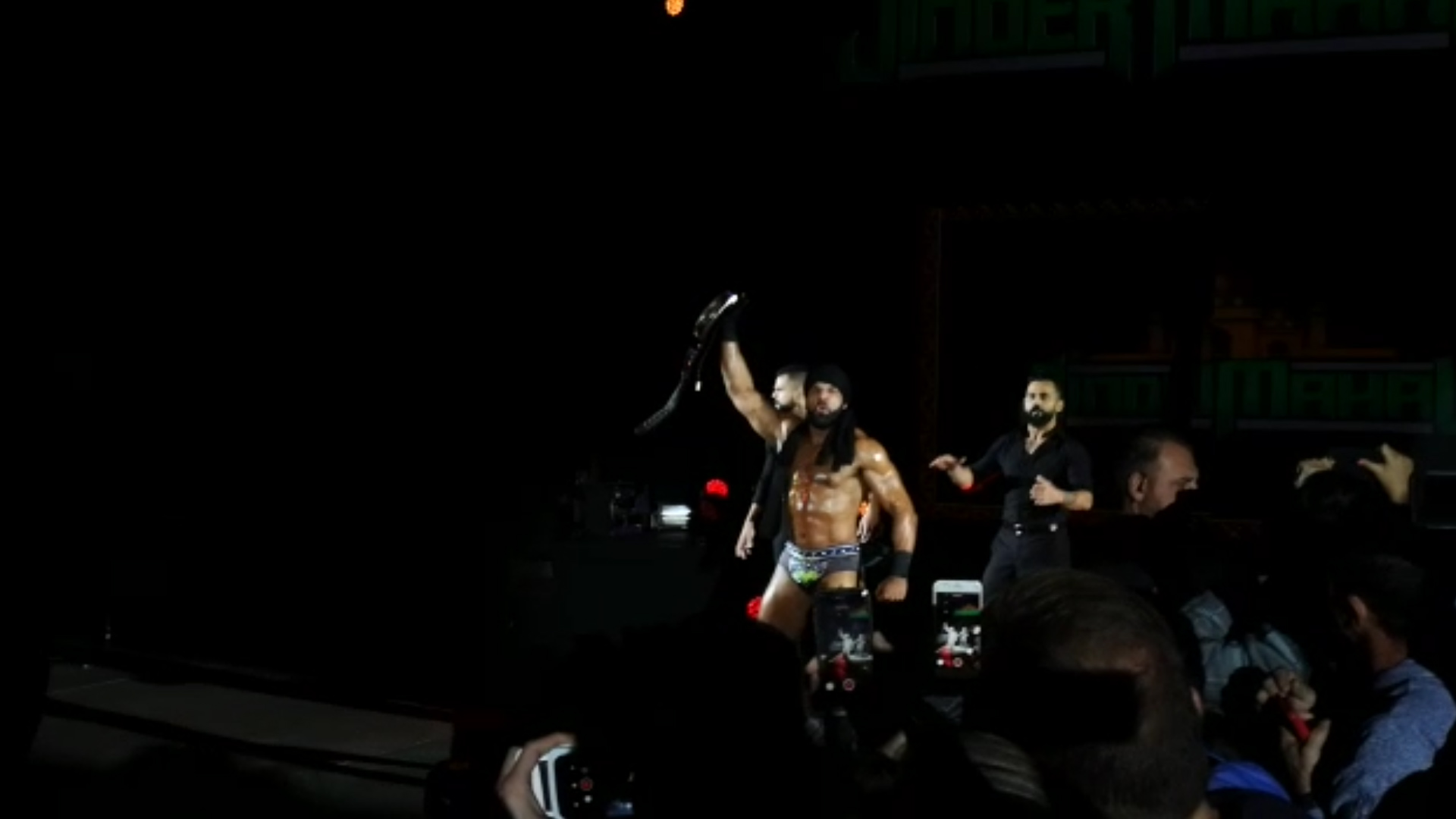
Mahal avec les Singh Brothers.

Le 11 avril à SmackDown Live, lors du Superstar Shake-Up, il est officiellement transféré au show bleu et dispute son premier match en perdant face à Mojo Rawley. Le 30 avril à Payback, avec l'aide des Singh Brothers, il fait perdre Randy Orton face à Bray Wyatt dans le House of Horrors Match. Le 21 mai à  Backlash, il devient le nouveau champion de la WWE en battant The Viper, remportant le titre pour la première fois de sa carrière. Le 18 juin à Money in the Bank, aidé des Singh Brothers, il conserve son titre en battant son même adversaire.
Le 23 juillet à Battleground, il conserve son titre en rebattant son rival dans un Punjabi Prison Match, grâce aux interventions extérieures des Singh Brothers et Great Khali. Le 20 août à SummerSlam, il conserve son titre en battant Shinsuke Nakamura, grâce à une distraction des Singh Brothers.
Le 8 octobre à Hell in a Cell, il conserve son titre en rebattant le Japonais. Le 7 novembre à SmackDown Live, il perd face à AJ Styles, ne conservant pas son titre et mettant fin à un règne de 170 jours.

#### Diverses rivalités et Champion des États-Unis (2017-2018)
Le 17 décembre à Clash of Champions, il ne remporte pas le titre de la WWE, battu par son même adversaire.
Le 28 janvier 2018 au Royal Rumble, il entre dans le Royal Rumble match masculin en 17e position, élimine Big E et Xavier Woods, avant d'être lui-même éliminé par Kofi Kingston.
Le 8 avril à WrestleMania 34, il devient le nouveau champion des États-Unis de la WWE en battant Bobby Roode, Randy Orton et Rusev dans un Fatal 4-Way match, remportant le titre pour la première fois de sa carrière et son second titre personnel.

#### Draft àRaw, diverses rivalités et blessure (2018-2019)
Le 16 avril à Raw, lors du Superstar Shake-Up, il est officiellement transféré au show rouge, puis perd ensuite face à Jeff Hardy, ne conservant pas son titre et mettant fin à un règne de 8 jours. Le 27 avril au Greatest Royal Rumble, il ne remporte pas le titre des États-Unis de la WWE, battu par son même adversaire. Le 17 juin à Money in the Bank, il perd face à Roman Reigns.
Le 16 décembre à TLC, Alicia Fox et lui perdent face à The Fabulous Truth (Carmella et R-Truth) en finale du WWE Mixed Match Challenge.
Le 27 janvier 2019 au Royal Rumble, il entre dans le Royal Rumble match masculin en 7e position, mais se fait éliminer par Johnny Gargano.

#### Double champion 24/7 et blessures (2019-2020)
Le 23 avril 2019 à SmackDown Live, il fait son retour dans le show bleu à la suite du Superstar Shake Up en fuyant face à Lars Sullivan. Il devient brièvement WWE 24/7 Champion lors d'une vidéo Twitter de la World Wrestling Entertainment où il attaque R-Truth durant une partie de golf, effectuant un roll-up sur Truth devenant 24/7 champion avant de perdre immédiatement le titre à la suite d'un roll-up de Truth. Il redevient 24/7 champion en faisant un roll-up sur R-Truth sur le tarmac de l'aéroport de Francfort, mais le reperd à l'avantage de R-Truth dans l'avion à 39 000 pieds au-dessus de la mer Rouge.
En juin 2019, il se blesse au genou (rupture du tendon rotulien) lors d'un Live Event et se fait opérer quelques jours plus tard.
Le 27 avril 2020 à Raw, il fait son retour dans le show rouge, après 10 mois d'absence, en battant Akira Tozawa. Le 5 juin, il annonce, sur son compte Twitter, être de nouveau blessé au genou.

#### Retour àRaw, diverses rivalités et draft àSmackDown(2021-2022)
Le 10 mai 2021 à Raw, il fait son retour de blessure, après 11 mois d'absence, et bat Jeff Hardy.
Le 18 juillet à Money in the Bank, Shanky, Veer Mahaan et lui attaquent Drew McIntyre, l'empêchant de remporter la mallette, gagnée par Big E. Le 21 août à SummerSlam, il perd face au Scottish Warrior.
Le 5 octobre, Shanky et lui sont annoncés être officiellement transférés au show bleu[réf. nécessaire]. Le 21 novembre aux Survivor Series, il ne remporte pas la Dual Brand Battle Royal, gagnée par Omos.
Le 1er avril 2022 à WrestleMania SmackDown, il ne remporte pas la André the Giant Memorial Trophy Battle Royal, gagnée par Madcap Moss.

#### Retour àNXTet Draft àRawpuis départ (2023-2024)
Le 10 janvier 2023 à NXT: New Year's Evil, il fait son retour dans la brand jaune, où il forme officiellement une alliance avec Sanga et attaque les Creed Brothers (Brutus et Julius Creed).
Le 1er mai à Raw, lors du Draft, ils sont annoncés être officiellement transférés au show rouge.
Le 1er janvier 2024 à Raw, il fait son retour après plusieurs mois d'absence à la télévision, et s'adresse au public avant d'être interrompu par The Rock qui lui porte un Rock Bottom.
Le 19 avril, il est renvoyé par la WWE.

### Circuit indépendant (2024-...)
Après son départ de la WWE, il part travaillé sur le circuit indépendant, où il lutte désormais sous le nom de Raj Dhesi.
Le 26 juillet, il remporte le championnat du monde poids-lourd de la Black Label Pro en battant Dominic Garrini.
Le 17 août à Triplemania XXXII, Satman Singh et lui remportent le championnat du monde par équipes de la Lucha Libre AAA Worldwide.

## Palmarès
- All Star Wrestling (ASW)

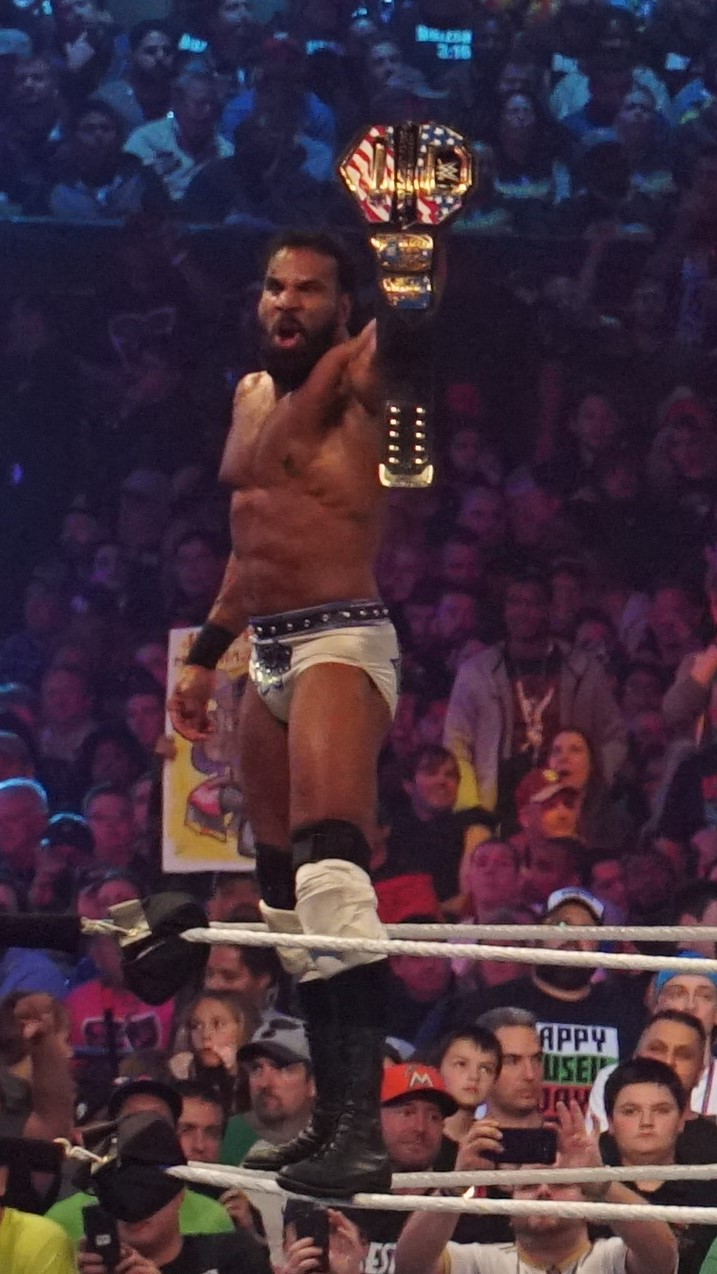
Jinder Mahal en tant que Champion des États-Unis.

  - 1 fois ASW Tag Team Champion avec Gama Singh, Jr.
- Continental Wrestling Entertainment
  - 1 fois CWE Heavyweight Champion
- Black Label Pro
  - 1 fois Champion du monde poids-lourd
- Lucha Libre AAA Worldwide
  - 1 fois champion du monde par équipe (avec Satman Singh)
- Prairie Wrestling Alliance (PWA)
  - 1 fois PWA Heavyweight Champion
  - 1 fois PWA Canadian Tag Team Champion avex Gama Singh, Jr.
- Stampede Wrestling
  - 2 fois Stampede International Tag Team Champion avec Gama Singh, Jr.[13]
- World Wrestling Entertainment
  - 1 fois Champion de la WWE[77]
  - 1 fois Champion des États-Unis de la WWE[78]
  - 2 fois Champion 24/7 de la WWE

## Récompenses des magazines
- Pro Wrestling Illustrated
  - PWI Most Hated Wrestler of the Year (2017)
  - PWI Most Improved Wrestler of the Year (2017)

| Année | 2011 | 2012 | 2013 | 2014 | 2015       | 2016       | 2017 | 2018 | 2019 | 2020 | 2021       | 2022       | 2023       | 2024 |
| ----- | ---- | ---- | ---- | ---- | ---------- | ---------- | ---- | ---- | ---- | ---- | ---------- | ---------- | ---------- | ---- |
| Rang  | 336  | 166  | 148  | 228  | Non classé | Non classé | 30   | 14   | 143  | 367  | Non classé | Non classé | Non classé | 351  |

- Rolling Stone
  - Comeback of the Year (2017)[80]

- Wrestling Observer Newsletter
  - Most Overrated Wrestler (2017)